# Assault Rigs
Assault Rigs est un jeu vidéo d'action développé et édité par Psygnosis en 1996, disponible sur DOS, PlayStation et Saturn.

## Scénario
Divers États du monde sont entrés dans une guerre virtuelle. Le joueur dirige un tank équipé d'un arsenal varié (minigun, missiles guidés ou encore lasers) et améliorable (armure, invisibilité, santé, etc.) et le but du jeu est de parcourir différents niveaux avec comme objectif de détruire tous les ennemis et de récupérer des joyaux.

## Système de jeu
La prise en main se veut simple. Sur PC, le joueur peut utiliser le clavier ou un joystick (muni d'une croix directionnelle et de 6 boutons).